# Serie B 2004/2005
Soutěžní ročník Serie B 2004/05 byl 73. ročník druhé nejvyšší italské fotbalové ligy. Soutěž začala 10. září 2004 a skončila 11. června 2005. Účastnilo se jí nově 22 týmů z toho se 15 kvalifikovalo z minulého ročníku (z minulého ročníku sestoupili jen kluby US Avellino a Calcio Como) 3 ze Serie A (sestoupit měl i klub Ancona Calcio jenže po bankrotu spadla až do Serie C2) a 4 ze třetí ligy. Nováčci ze třetí ligy jsou: US Catanzaro, AC Arezzo, FC Crotone a AC Cesena.
Kluby AS Bari a Pescara Calcio zůstaly v sezoně kvůli bankrotům jiných klubů a to Ancona Calcio a SSC Neapol.
Sezona se hrála po 22 klubech místo 24. Poslední sezona se 22 klubech se odehrála v sezoně 1949/50. První 2 kluby v tabulce postupovali přímo do Serie A. Play off hrály kluby o jedno postupové místo do Serie A vyřazovacím způsobem (klub ze 3. místa hrál s klubem ze 6. místa a klub ze 4. místa hrál s klubem který obsadil 5. místo). Sestupovali poslední 3 kluby v tabulce (20., 21. a 22. místo) přímo a klub který skončil na 18. a 19. místě se utkali na 2 zápasy v play out, poražený sestoupil do Serie C1. 
Na konci sezony bylo všechno jinak. Vítěz sezony se původně měl stát klub Janov CFC. Po posledním ligovém zápase se zjistilo že klub podváděl a podplácel. Padaly tresty a klub byl potrestán přeřazením do třetí ligy + odečet 3 bodů v sezoně 2005/06. Do kauzy byl zapojen i český hráč Martin Lejsal. Sezonu vyhrál klub Empoli FC. Vítěz play off Turín Calcio nepostoupil do Serie A kvůli finančním potížím. Finalista play off AC Perugia měla bankrot a začala hrát ve třetí lize. A tak do Serie A postoupili kluby Treviso FBC a Ascoli Calcio 1898. Sestupujícími kluby do třetí ligy se staly již zmíněné kluby Janov CFC a AC Perugia, Salernitana Sport která skončila v bankrotu a AC Benátky.

## Tabulka
| Poř. | Tým                 | Z  | V  | R  | P  | VG | OG | B   |
| ---- | ------------------- | -- | -- | -- | -- | -- | -- | --- |
| 1.   | Empoli FC           | 42 | 19 | 17 | 6  | 58 | 36 | 74  |
| 2.   | Turín Calcio        | 42 | 21 | 11 | 10 | 49 | 31 | 74  |
| 3.   | AC Perugia          | 42 | 21 | 11 | 10 | 56 | 34 | 74  |
| 4.   | Treviso FBC         | 42 | 18 | 10 | 14 | 58 | 48 | 64  |
| 5.   | Ascoli Calcio 1898  | 42 | 17 | 11 | 14 | 51 | 52 | 62  |
| 6.   | Hellas Verona FC    | 42 | 15 | 16 | 11 | 60 | 47 | 61  |
| 7.   | Modena FC 1         | 42 | 16 | 14 | 12 | 47 | 37 | 61  |
| 8.   | Ternana Calcio      | 42 | 14 | 15 | 13 | 51 | 54 | 57  |
| 9.   | Piacenza FC         | 42 | 16 | 8  | 18 | 44 | 46 | 56  |
| 10.  | AS Bari 1           | 42 | 13 | 17 | 12 | 41 | 37 | 55  |
| 11.  | UC AlbinoLeffe      | 42 | 14 | 13 | 15 | 55 | 51 | 55  |
| 12.  | Calcio Catania      | 42 | 13 | 16 | 13 | 42 | 44 | 55  |
| 13.  | Salernitana Sport   | 42 | 12 | 15 | 15 | 50 | 57 | 51  |
| 14.  | AC Arezzo           | 42 | 12 | 15 | 15 | 51 | 52 | 51  |
| 15.  | AC Cesena           | 42 | 12 | 14 | 16 | 47 | 61 | 50  |
| 16.  | FC Crotone 2        | 42 | 13 | 14 | 15 | 48 | 45 | 50  |
| 17.  | Vicenza Calcio      | 42 | 12 | 13 | 17 | 59 | 67 | 49  |
| 18.  | US Triestina Calcio | 42 | 12 | 12 | 18 | 43 | 54 | 48  |
| 19.  | Pescara Calcio      | 42 | 10 | 16 | 16 | 43 | 61 | 46  |
| 20.  | AC Benátky          | 42 | 7  | 14 | 21 | 33 | 58 | 35  |
| 21.  | US Catanzaro        | 42 | 5  | 11 | 26 | 40 | 82 | 26  |
| 22.  | Janov CFC 3         | 42 | 19 | 19 | 4  | 72 | 44 | 76* |

Poznámky
- Z = Odehrané zápasy; V = Vítězství; R = Remízy; P = Prohry; VG = Vstřelené góly; OG = Obdržené góly; B = Body
- 1  Modena FC a AS Bari přišli během sezóny o 1 bod.
- 2  FC Crotone přišlo během sezóny o 3 body.
- 3  Janov CFC sestoupilo kvůli úplatku.

|  | Postup do Serie A 2005/06  |
|  | Play off                   |
|  | Sestup do Serie C1 2005/06 |

## Play off
Boj o postupující místo do Serie A.

### Semifinále
Treviso FBC - AC Perugia 0:1 a 0:2
Ascoli Calcio 1898 - Turín Calcio 0:1 a 1:2

### Finále
AC Perugia - Turín Calcio 1:2 a 1:0
Poslední místo pro postup do Serie A 2005/06 vyhrál tým Turín Calcio, jenže po finančních potíží nakonec klub zůstal v Serii B.

## Play out
Boj o setrvání v Serii B.
US Triestina Calcio - Vicenza Calcio 2:0 a 0:2
V Serii B zůstal klub US Triestina Calcio. Klub Vicenza Calcio která měla sestoupit, zůstala v Serii B díky klubu Janov CFC který byl potrestán sestupem.